# Jelenin (gromada)
Jelenin (od 1 I 1959 Chotków) – dawna gromada, czyli najmniejsza jednostka podziału terytorialnego Polskiej Rzeczypospolitej Ludowej w latach 1954–1972.
Gromady, z gromadzkimi radami narodowymi (GRN) jako organami władzy najniższego stopnia na wsi, funkcjonowały od reformy reorganizującej administrację wiejską przeprowadzonej jesienią 1954 do momentu ich zniesienia z dniem 1 stycznia 1973, tym samym wypierając organizację gminną w latach 1954–1972.
Gromadę Jelenin z siedzibą GRN w Jeleninie utworzono – jako jedną z 8759 gromad na obszarze Polski – w powiecie żagańskim w woj. zielonogórskim na mocy uchwały nr V/29/54 WRN w Zielonej Górze z dnia 5 października 1954. W skład jednostki weszły obszary dotychczasowych gromad Jelenin, Kocin i Nieradza ze zniesionej gminy Dzietrzychowice oraz obszar dotychczasowej gromady Chotków ze zniesionej gminy Brzeźnica w tymże powiecie. Dla gromady ustalono 14 członków gromadzkiej rady narodowej.
1 stycznia 1959 gromadę zniesiono, w związku z przeniesieniem siedziby GRN z Jelenina do Chotkowa i zmianą nazwy jednostki na gromada Chotków.